# 사치요촌
사치요촌(일본어: 幸世村)은 일본 효고현 히카미군에 있던 촌이다. 현재의 단바시 북동부에 해당한다.

## 역사
- 1889년 4월 1일 - 정촌제 시행에 의해 14촌의 구역을 가지고 유라촌이 성립하였다.
- 1891년 1월 10일 - 유라촌이 사치요촌으로 개칭되었다.
- 1955년 7월 23일 - 나리마쓰정, 가도노촌, 사치요촌, 이쿠사토촌과 합병해 히카미정이 성립, 동일 사치요촌은 폐지되었다.

## 참고문헌
- 角川日本地名大辞典 28 兵庫県